# Argostemma
Argostemma är ett släkte av måreväxter. Argostemma ingår i familjen måreväxter.

## Dottertaxa tillArgostemma, i alfabetisk ordning[1]
- Argostemma acuminatissimum
- Argostemma aequifolium
- Argostemma africana
- Argostemma angustifolium
- Argostemma anisophyllum
- Argostemma annamiticum
- Argostemma anupama
- Argostemma apiculatum
- Argostemma arachnosum
- Argostemma attenuatum
- Argostemma bariense
- Argostemma begoniaceum
- Argostemma bicolor
- Argostemma bifolium
- Argostemma borragineum
- Argostemma brachyantherum
- Argostemma brevicaule
- Argostemma brookei
- Argostemma bryophilum
- Argostemma burttii
- Argostemma buwaldae
- Argostemma calcicolum
- Argostemma callitrichum
- Argostemma carstensense
- Argostemma chaii
- Argostemma coenosciadicum
- Argostemma concinnum
- Argostemma condensum
- Argostemma courtallense
- Argostemma cordatum MAXIM S. NURALIEV, ANTON S. BEER, ANDREY N. KUZNETSOV, SVETLANA P. KUZNETSOVA[2]
- Argostemma crassinerve
- Argostemma debile
- Argostemma densifolium
- Argostemma denticulatum
- Argostemma discolor
- Argostemma dispar
- Argostemma distichum
- Argostemma diversifolium
- Argostemma dulitense
- Argostemma ebracteolatum
- Argostemma elatostemma
- Argostemma elongatum
- Argostemma enerve
- Argostemma epitrichum
- Argostemma fallax
- Argostemma fasciculata
- Argostemma flavescens
- Argostemma fragile
- Argostemma gaharuense
- Argostemma geesinkii
- Argostemma gracile
- Argostemma grandiflorum
- Argostemma griseum
- Argostemma hainanicum
- Argostemma hameliifolium
- Argostemma havilandii
- Argostemma hirsutum
- Argostemma hirtellum
- Argostemma hirtum
- Argostemma hookeri
- Argostemma humifusum
- Argostemma humile
- Argostemma inaequale
- Argostemma inaequilaterum
- Argostemma invalidum
- Argostemma jabiense
- Argostemma johorense
- Argostemma junghuhnii
- Argostemma khasianum
- Argostemma klossii
- Argostemma korthalsii
- Argostemma kurzii
- Argostemma laeve
- Argostemma laevigatum
- Argostemma lanceolarium
- Argostemma lanceolatum
- Argostemma laxum
- Argostemma linearifolium
- Argostemma linguafelis
- Argostemma lobbii
- Argostemma lobulatum
- Argostemma longifolium
- Argostemma longistimula
- Argostemma longistipula
- Argostemma macrosepalum
- Argostemma maquilingense
- Argostemma monophyllum
- Argostemma montanum
- Argostemma montense
- Argostemma montisdoormannii
- Argostemma moultonii
- Argostemma multinervium
- Argostemma muscicola
- Argostemma nanum
- Argostemma neesianum
- Argostemma nervosum
- Argostemma neurocalyx
- Argostemma neurosepalum
- Argostemma nigrum
- Argostemma nutans
- Argostemma oblongum
- Argostemma oliganthum
- Argostemma ophirense
- Argostemma parishii
- Argostemma parvifolium
- Argostemma parvum
- Argostemma pauciflorum
- Argostemma pedicellatum
- Argostemma pedunculosum
- Argostemma perakense
- Argostemma perplexum
- Argostemma pictum
- Argostemma plumbeum
- Argostemma propinquum
- Argostemma psychotrichoides
- Argostemma puffii
- Argostemma pulchellum
- Argostemma pumilum
- Argostemma pusillum
- Argostemma pygmaeum
- Argostemma reptans
- Argostemma ridleyi
- Argostemma riparium
- Argostemma roemeri
- Argostemma rostratum
- Argostemma rotundicalyx
- Argostemma rugosum
- Argostemma rupestre
- Argostemma rupestrinum
- Argostemma sarmentosum
- Argostemma saxatile
- Argostemma sessilifolium
- Argostemma siamense
- Argostemma solaniflorum
- Argostemma squalens
- Argostemma stellare
- Argostemma stellatum
- Argostemma stenophyllum
- Argostemma subcrassum
- Argostemma subfalcifolium
- Argostemma subinaequale
- Argostemma succulentum
- Argostemma sumatranum
- Argostemma tavoyanum
- Argostemma tenue
- Argostemma teysmannianum
- Argostemma thaithongae
- Argostemma timorense
- Argostemma trichanthum
- Argostemma trichosanthes
- Argostemma triflorum
- Argostemma uniflorum
- Argostemma unifolioloides
- Argostemma unifolium
- Argostemma urticifolium
- Argostemma wallichii
- Argostemma variegatum
- Argostemma verticillatum
- Argostemma victorianum
- Argostemma viscidum
- Argostemma wollastonii
- Argostemma wrayi
- Argostemma yappii
- Argostemma yunnanense